# 世界無名戦士之墓
世界無名戦士之墓（せかいむめいせんしのはか）は、埼玉県入間郡越生町の大観山の頂上にある、第二次世界大戦で戦死した「無名戦士の墓」も兼ねる兵士の慰霊塔。日本国の登録有形文化財（2020年4月3日登録）。

## 概要
元埼玉県議会副議長、長谷部秀邦を中心に建設運動が起こり、1955年（昭和30年）に完成。それまで埼玉県庁に安置されていた同県関連と思われる264人の戦死者の遺骨が無名戦士の墓として納められ、さらに世界60余か国の251万の戦死者を祀っている。現在の千鳥ケ淵戦没者墓苑に相当する施設とするべく誘致運動もあった。広報や施設の管理などは一般財団法人世界無名戦士之墓顕彰会が担っている。

## 年間行事
通例では5月の第二土曜日または日曜日に戦没者追悼式が行われている。慰霊式典や稚児行列、花火も行なわれる。年によって変わることもあるので、都度要確認。